# Climacoptera korshinskyi
Climacoptera korshinskyi là loài thực vật có hoa thuộc họ Dền. Loài này được (Drobow) Botsch. mô tả khoa học đầu tiên năm 1956.